# Никитинский (Кемеровская область)
Никитинский — посёлок в Ленинск-Кузнецком городском округе Кемеровской области.

## История
С 1961 по 2004 годы Никитинский имел статус посёлка городского типа. Планировалось на основе посёлка построить город

## Население
| 1970 | 1979  | 1989  | 2002  | 2010  |
| ---- | ----- | ----- | ----- | ----- |
| 3433 | ↘3153 | ↗3609 | ↘2481 | ↘2257 |

## Экономика
По данным Большой советской энциклопедии в Никитинском осуществлялось производство железобетонных и швейных изделий.

## Транспорт
Посёлок расположен в 10 км от железнодорожной станции Егозово (на линии Новосибирск — Проектная).
Автодорога разъезд Индустрия — Никитинский